# Dedoplistsqaro
Dedoplistsqaro o Dedoplistskaro (in georgiano დედოფლისწყარო) è un comune della Georgia, situato nella regione della Cachezia.